# Устимівська сільська рада (Васильківський район)
| Устимівська сільська рада — орган місцевого самоврядування у Васильківському районі Київської області з адміністративним центром у с. Устимівка. Водоймища на території, підпорядкованій даній раді: р. Кам'янка. Сільській раді підпорядковані населені пункти: - с. Устимівка |

## Склад ради
Рада складається з 18 депутатів та голови.

### Керівний склад ради
| ПІБ                         | Основні відомості                                                                     | Дата обрання | Дата звільнення |
| --------------------------- | ------------------------------------------------------------------------------------- | ------------ | --------------- |
| Саєнко Микола Васильович    | Сільський голова, 1970 року народження, освіта, безпартійний                          | 26.03.2006   | 31.10.2010      |
| Войтенко Людмила Миколаївна | Сільський голова, 1968 року народження, освіта вища, член Української Народної Партії | 31.10.2010   |                 |

Примітка: таблиця складена за даними джерела